# Алекс Майкълидис
Алекс Майкълидис (на английски: Alex Michaelides) е английски сценарист и писател на произведения в жанра трилър и криминален роман.

## Биография и творчество
Алекс Майкълидис е роден на 4 септември 1977 г. в Кипър. Баща му е кипърски грък, а майка му англичанка. Отраства в Кипър. Получава магистърска степен по английска литература от Кеймбриджкия университет и магистърска степен по сценаристика от Американския филмов институт в Лос Анджелис. Завършва следдипломна квалификация по психотерапия и работи на непълен работен ден в сигурно психиатрично отделение в продължение на две години. Напуска, защото иска да се насочи към литературата.
През 2013 г. по негов сценарий е направен филмът „Дяволът, който познаваш“ с участието на Розамунд Пайк. През 2018 г. по негов сценарий, в съавторство с Джеймс Оукли, е направен комедийният криминален филм „The Con Is On“ с участието на Ума Търман, Тим Рот, София Вергара и Стивън Фрай.
През 2019 г. е публикуван първият му психологически трилър „Останалото е мълчание“. Алисия Беренсън е открита до тялото на съпруга си, застрелян от упор. Тя не продумва нито дума и е осъдена за убийство. Но криминалният психотерапевт Тео Фейбър открива, че нищо не толкова ясно в случая и е убеден, че може да открие истината за убийството. Книгата става бестселър и е издадена в над 40 държави по света.
Алекс Майкълидис живее със семейството си в Лондон.

## Произведения

### Самостоятелни романи
- The Silent Patient (2019)
Останалото е мълчание, изд.: ИК „ЕРА“, София (2019), прев. Юлия Чернева
- The Maidens (2021)
Девиците, изд.: ИК „ЕРА“, София (2021), прев. Росица Тодорова

### Сценарии
- 2005 Alice – късометражен
- 2013 The Devil You Know
- 2018 The Con Is On